# Île de Tasmanie
Cet article traite uniquement de l’île de Tasmanie au sens strict, notamment sur le plan de la géographie physique, humaine et climatologique. Outre un résumé de son histoire et de son statut politique actuel, tous les autres domaines devront être traité dans l'article Tasmanie.
Ne doit pas être confondu avec Île Tasman.
L'île de Tasmanie est, avec 60 000 km2, la principale île formant l'État australien de Tasmanie, soit les trois quarts de son territoire et le 27e territoire insulaire le plus vaste de la planète. Elle est entourée par les océans Indien et Pacifique et est séparée de la partie continentale de l'Australie, par le détroit de Bass. La péninsule Wilson (en anglais Wilsons Promontory), l'extrémité méridionale de l'État de Victoria, est distante de 199 km de North Point, un cap de la côte septentrionale de l'île situé à proximité de Stanley.

## Description
L'île a des paysages accidentés et variés, possédant un climat tempéré, un peu semblable, à certains égards, à celui du sud de l'Angleterre comme l'avaient mentionné certains colons britanniques. Les principaux points de peuplement sont cependant situés dans des régions où la pluviométrie est nettement inférieure à celle de l'Angleterre.
Géographiquement, la Tasmanie ressemble à l'est de la Nouvelle-Zélande. Mais comme les volcans de l'île sont restés inactifs au cours des derniers temps géologiques, elle a des chaînes de montagnes plutôt moutonnantes comme sur le continent australien, contrairement à la plus grande partie de la Nouvelle-Zélande. La région la plus montagneuse est celle des hauts plateaux des Massifs Centraux qui couvrent la plus grande partie du Centre-Ouest de l'île. La région Centre-Est (la région des Midlands) est assez plate et est utilisée principalement pour l'agriculture, bien que l'activité agricole soit également dispersée dans tout l'état.
La région du sud-ouest est densément boisée, le parc national l'occupant abrite les dernières forêts pluviales tempérées de l'hémisphère sud. La gestion de cette zone isolée et inaccessible a été rendue plus facile et plus fiable avec l'avènement de l'imagerie satellite.
La majorité de la population vit sur le littoral et au bord des cours d'eau : les Derwent et Huon Rivers dans le sud, les Mersey et Tamar Rivers dans le nord.
Le climat tempéré (la Tasmanie est le seul État australien au-dessous du 40e parallèle), l'environnement rustique et de nombreuses fonctionnalités historiques ont fait de la Tasmanie un choix populaire pour les retraités qui préfèrent un climat tempéré à un climat tropical comme au Queensland.
En 2019, une quarantaine d’incendies ont détruit près de 190 000 hectares de forêts et de terres agricoles.